# Bożyków
Bożyków (ukr.  Божиків, Bożykiw) – wieś na Ukrainie, w obwodzie tarnopolskim, w rejonie tarnopolskim. Liczy 480 mieszkańców.
1 czerwca 1914 z części obszaru gminy Bożyków utworzono gminę jednostkową Siółko ad Bożyków.
W II Rzeczypospolitej wieś w powiecie podhajeckim województwa tarnopolskiego.
W latach 1941–1944 była siedzibą gminy Bożyków.
W latach 1944–1945 nacjonaliści ukraińscy z OUN-UPA zamordowali tutaj 20 Polaków.
Do 2020 w rejonie brzeżańskim.